# Saül Gordillo i Bernàrdez
Saül Gordillo i Bernàrdez   (Calella, 1 d'abril de 1972) és un periodista català. Va ser director del Grup d'Emissores de Catalunya Ràdio entre el 12 de gener de 2016 i el 27 d'abril de 2022. D'ençà del juliol de 2022 és director d'estratègia i adjunt al conseller delegat d'Emissions Digitals de Catalunya, també fou director del digital Principal fins al gener de 2023 quan va ser destituït.

## Biografia
Va començar a treballar de corresponsal d'El Punt entre 1989 i 1993, i de redactor entre 1993 i 1995. El 1995 va formar part de l'equip fundacional d'El Punt Maresme, edició on va exercir de cap de secció, i posteriorment va ser-ne director. També va dirigir El Punt Rubí i va ser redactor en cap d'El Punt Barcelona. A més, va fundar i dirigir la revista mensual de l'Alt Maresme Repòrter, avui desapareguda.
Va ser director de l'Agència Catalana de Notícies (ACN), una de les primeres agències europees filles de la xarxa, des del 2007 fins que fou destituït el 2011. Va ser impulsor, amb altres periodistes, del portal de blogs polítics en català Poliblocs, que va néixer el febrer de 2007. El març de 2006 va fundar amb el llavors periodista Carles Puigdemont l'empresa Doble Utopia, que a través de la seva filial Poliblocs va promoure la primera edició de la Catosfera. Va ser cap de continguts digitals d'El Periódico de Catalunya. Entre el 12 de gener de 2016 i el 27 d'abril de 2022 va ser director del Grup d'Emissores de Catalunya Ràdio. D'ençà del juliol de 2022 és director d'estratègia i adjunt al conseller delegat d'Emissions Digitals de Catalunya, des d'on va impulsar el digital Principal.

## Denúncies per agressions sexuals
El 20 de desembre del 2022 va ser denunciat davant els Mossos d'Esquadra per un delicte d'agressió sexual per uns tocaments a una treballadora del mitjà digital que ell mateix dirigeix durant el sopar d'empresa l'1 de desembre. Gordillo va negar els fets i la causa va ser tramesa als jutjats. Tres dies després de la primera denúncia, una altra treballadora en va interposar una segona, també per agressions sexuals que van tenir lloc presumptament la mateixa nit.
Inicialment, l'empresa matriu, Emissions Digitals de Catalunya, va activar el seu protocol intern i, uns dies més tard, el va apartar provisionalment de la seva posició. A principis de gener de 2023 fou destituït com a director del Principal. En canvi, Joan Vall Clara, llavors director d'El Punt Avui, publicà que ell no faria res contra Saül Gordillo, col·laborador del diari, fins i tot després de la primera condemna per agressió sexual.
El novembre de 2024, per la primera de les denúncies el jutge el va acabar declarant culpable d'un delicte d'agressió sexual i va ser condemnat a un any de presó i dos més de llibertat vigilada.
El 28 de maig de 2025 el Tribunal Suprem espanyol confirmà la condemna d'un any de presó contra Saül Gordillo per agressió sexual.

## Publicacions
És autor dels llibres Superperiodistes en l'era de la sobreinformació (Editorial UOC, setembre de 2010), Les barbaritats de Fèlix Millet (Ara Llibres, desembre de 2009) i Nació.cat (editat per Mina i Òmnium Cultural, el juny de 2007), aquest últim sobre l'obtenció del domini.cat per a la llengua i la cultura catalana a Internet.
El juny de 2014 també publicà Sobirania.cat. 10 anys de la revolta política catalana a Internet, editat per Creat edicions. Aquest llibre fa referència al paper del ciberactivisme polític en el moviment sobiranista a Catalunya. A més a més, manté el blog Bloc sense fulls, actiu des del 19 de juliol de 2004, i col·labora en la revista digital Esguard. El 2016, l'empresa Initec el va incloure en el lloc 32è del rànquing dels 50 catalans més influents a Twitter.